# Polybioides gracilis
Polybioides gracilis är en getingart som beskrevs av Vecht 1966. Polybioides gracilis ingår i släktet Polybioides och familjen getingar. Inga underarter finns listade i Catalogue of Life.